# Chantal (Musikgruppe)
Chantal ist ein deutsches Musikensemble.
Das Instrumentalensemble wurde 1969 von Michael Hofmann-von der Weiden gegründet. Die Besetzung bestand im Laufe der Bandgeschichte aus verschiedenen Gitarren, Mandoline, Querflöte, Harfe, Perkussion, Fagott, Oboe, Violine und Cello. Die Gruppe konzertierte in Deutschland, Frankreich, der Schweiz, den Niederlanden, Österreich und Australien. Die Musik ist durch Auftritte im ZDF, SWR sowie durch 25 CDs dokumentiert.

## Diskografie
- The Best of Chantal (1988)
- Konzertante Musik aus 5 Jahrhunderten (1990)
- Konzertante Weihnachtsmusik aus 9 Ländern (1991)
- Live Collection 1980-87 (1993)
- 25 Jahre Chantal (1997)
- The Best of Chantal Volume 2 (1997)
- Wintermusikfestival (1998)
- Classicals, Traditionals & Populars Volume 1 (1999)
- Classicals, Traditionals & Populars Volume 2 (2000)
- Populars Volume 1 (2000)
- Best of Chantal - Stairway To Heaven (2001)
- Classicals Volume 1 (2001)
- Musik zum Entspannen (2001)
- Beatles Strictly Instrumental (2002)
- Live At The Cavern (2003)
- Golden Christmas (2004)
- Chantal meets Tony Sheridan - A Beatles Story (2004)
- At Abbey Road (2005)
- Tell Me If You Can - Single (2005)
- Chantal Plays Beatles No 1's (2006)
- Chantal & Herman’s Hermits Live in Germany (2007)
- Festliche Weihnachten mit dem Instrumental-Ensemble Chantal und Karl Kardinal Lehmann (2008)
- Classicals, Traditionals & Populars Volume 3 (2009)
- Instrumental Music to Relax - Chantal plays Beatles for Wellness (2013)
- Sommernachtskonzert (2015)
- Orange Blossom Special (Single) (2015)

## Auszeichnungen
- 1. Preis im Musikwettbewerb Dokumente für Europa 1984 in Brüssel
- Verdienstorden des Landes Rheinland-Pfalz für Michael Hofmann und Gabriele von der Weiden (2004)[2]